# 北海道の軍事遺跡一覧
北海道の軍事遺跡一覧（ほっかいどうのぐんじいせきいちらん）では、日本の北海道内に点在する戦争遺跡を一覧形式で列挙する。
城址、古戦場はあらかじめ省いた。

## 室蘭市
旧市立総合病院地下診療室跡 - 常盤町、葛西町
室蘭市旧市立総合病院から旧料亭「常磐」まで約50メートルを地下で接続していたトンネルで、1943年（昭和18年）から大日本帝国海軍陸戦隊の指揮下で病院関係者と近隣住民が動員されて掘削されたものであり、室蘭空襲の負傷者を収容する地下診療室として機能した。
防災上の理由で両入口が埋め立てられ、1999年（平成11年）には「常磐」も解体されたため、開口部がどこに存在したか不明になっている。
十五糎加農砲掩体跡 - 小橋内町1丁目
太平洋戦争末期に敵艦を迎撃するために作られたカノン砲陣地だったが、1945年7月15日に室蘭市にアメリカ海軍艦艇が押し寄せた室蘭艦砲射撃の際には未だ建造途中であり、一度も火を吹かないまま終戦を迎えた。
戦後民間に払い下げられ、鉄球を叩きつけて破壊しようとしたが厚さ1メートルを超える防壁はびくともしなかったと伝わる。
特攻艇◯レ号出撃基地跡地 - 増市町
本土決戦に備えて大日本帝国陸軍の暁部隊が駐屯し特攻艇を温存していたと推測される基地跡で、敷地内に見張り台と思われる穴と格納用の洞窟が残るが詳細は不明となっている。
要塞付属観測所跡 - 測量山
測量山の山腹に残る帯状のコンクリート構築物で、室蘭要塞に附属する見張り台として機能していた。
室蘭防衛陣地跡 - 八丁平地区
本土決戦に備えて室蘭市内の軍需工場防衛のために構築されていた高射砲陣地の跡で、2005年時点では土中に埋もれたベトンの一部などが確認されている。
室蘭要塞築城跡 - 室蘭港
港湾部に攻め寄せる敵艦に対抗するために突貫工事で作られた要塞だったが、1945年（昭和20年）6月から7月に掛けて部分的に台座などが完成したものの、1945年7月14日の室蘭空襲、翌15日の室蘭艦砲射撃時には攻撃手段がなく全てが徒労に終わった。
横穴式防空壕跡 - 海岸町、御崎町
終戦時の記録では室蘭市内各所に16か所存在した公共用防空壕で、2005年8月時点ではJR御崎駅近くに約2メートル四方の小さな防空壕が現存していた。

## 十勝総合振興局
十勝海岸のトーチカ群 - 十勝海岸一帯
戦時中に日本軍が十勝管区内に30基以上を設置した、重量が数十トンに達するとみられるコンクリート製防御陣地群で、広尾町、大樹町では安全に管理した上で一般公開しているが、それ以外のものは2012年5月3日には地盤が緩み15メートル下の海岸に転落する事故を起こすなど老朽化が進んでいる。
なお、トーチカ建造に携わった元兵士は鉄筋もなく手抜き工事で早成した、非常に劣悪な作りであったことを述懐している。

## 札幌市

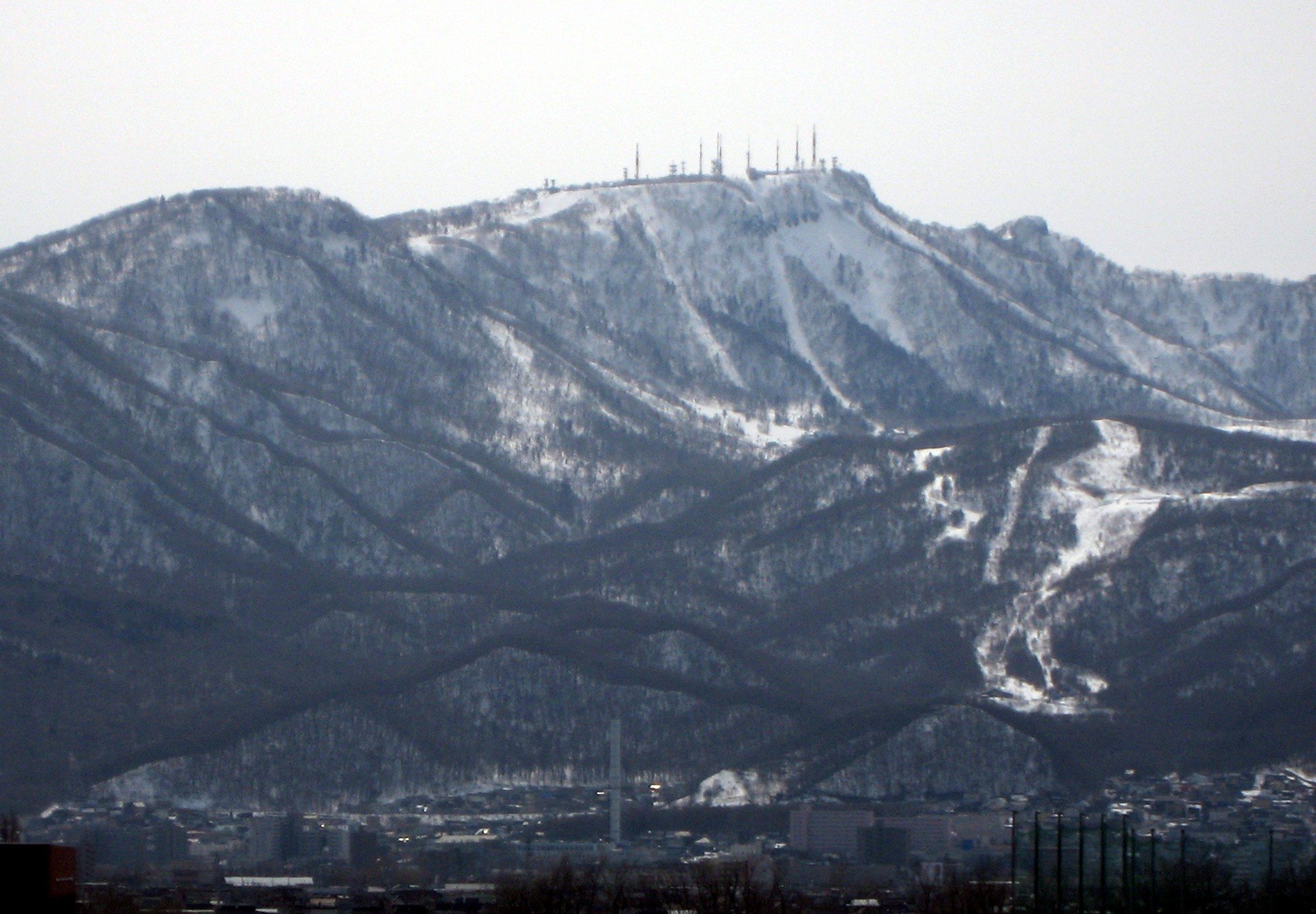
手稲鉱山があった手稲山（2009年冬撮影）

厚別弾薬庫 - 厚別区
1944年（昭和19年）に開設された北海道陸軍兵器補給廠の附属弾薬庫で、戦後はアメリカ軍に接収を受けた後に自衛隊が活用した。
現在はその自衛隊も移転し、跡地は札幌副都心になっている。
桑原商店防空壕 - 中央区
元々は大正時代に建造した地下石室を太平洋戦争時に防空壕に改造したもので、現在は倉庫として再活用されている。
札幌飛行場正門跡 - 北区
軍民共用空港として現存する丘珠空港の前身で、戦時中は室蘭防空のために大日本帝国陸軍飛行第13戦隊が配備された。
新琴似四番通 - 北区新琴似
1941年（昭和16年）に軍用道路として拡幅された道路で、当初から軍用機滑走路にすると言われていた。
美香保公園高射砲台座 - 東区
公園内に現在も残る高射砲台座は、撤去に費用が掛かるために中央に土を盛りスキー山として再利用したもの。
苗穂糧秣支廠 - 東区苗穂町
国内で4か所存在した大日本帝国陸軍の補給施設支所のひとつであり、現在は陸上自衛隊苗穂分屯地の敷地内に当時の建造物が5棟現存する。
西岡水源池 - 豊平区月寒
1909年（明治42年）に月寒川上流に軍用水道として完成した水源地で、取水塔が国登録有形文化財として現存する。
北部軍司令部司令官官邸 - 豊平区月寒
1940年（昭和15年）に設置された大日本帝国陸軍北部軍司令部で、現在はつきさっぷ郷土資料館として軍関係資料を展示している。
また、1937年（昭和12年）10月の陸軍特別大演習の際に天皇休息場所に建てられた「聖蹟」の文字が彫られた石碑が庭に移設されている。
手稲鉱山 - 手稲区
かつて全国産金量2位を記録し三菱手稲鉱山として国益を支えた金山跡で、日中戦争以降は軍需産業として保護されており、選鉱場が現存する。
北部軍管区司令部防空作戦室 - 豊平区月寒
1943年（昭和18年）に完成した大日本帝国陸軍北部軍司令部の防空作戦室で、戦後は自衛隊の通信所として長らく再利用されていたが2008年（平成20年）に解体、案内板のみが残る。
北海道陸軍兵器補給廠 - 白石区
1944年（昭和19年）10月に完成した大日本帝国陸軍の兵器・物資補給倉庫で、補給廠に勤務する将兵の官舎が現存している。
北部軍司令部正門門柱 - 豊平区月寒
大日本帝国陸軍北部軍司令部の門柱で、戦後の1946年（昭和21年）に火災で焼失した中で門柱のみが遺ったものを、月寒西2条7丁目の平和公園へ移設したもの。
歩兵25連隊運動場 - 豊平区月寒
大日本帝国陸軍歩兵25連隊が使用していた運動場で、現在は札幌月寒高等学校のグラウンドとして現存している。
歩兵25連隊射撃場 - 豊平区月寒
明治の終わりから歩兵25連隊の小演習場として使用された射撃場跡地で、正面丘の斜面が射的の跡地として月寒公園に現存している。

## 函館市

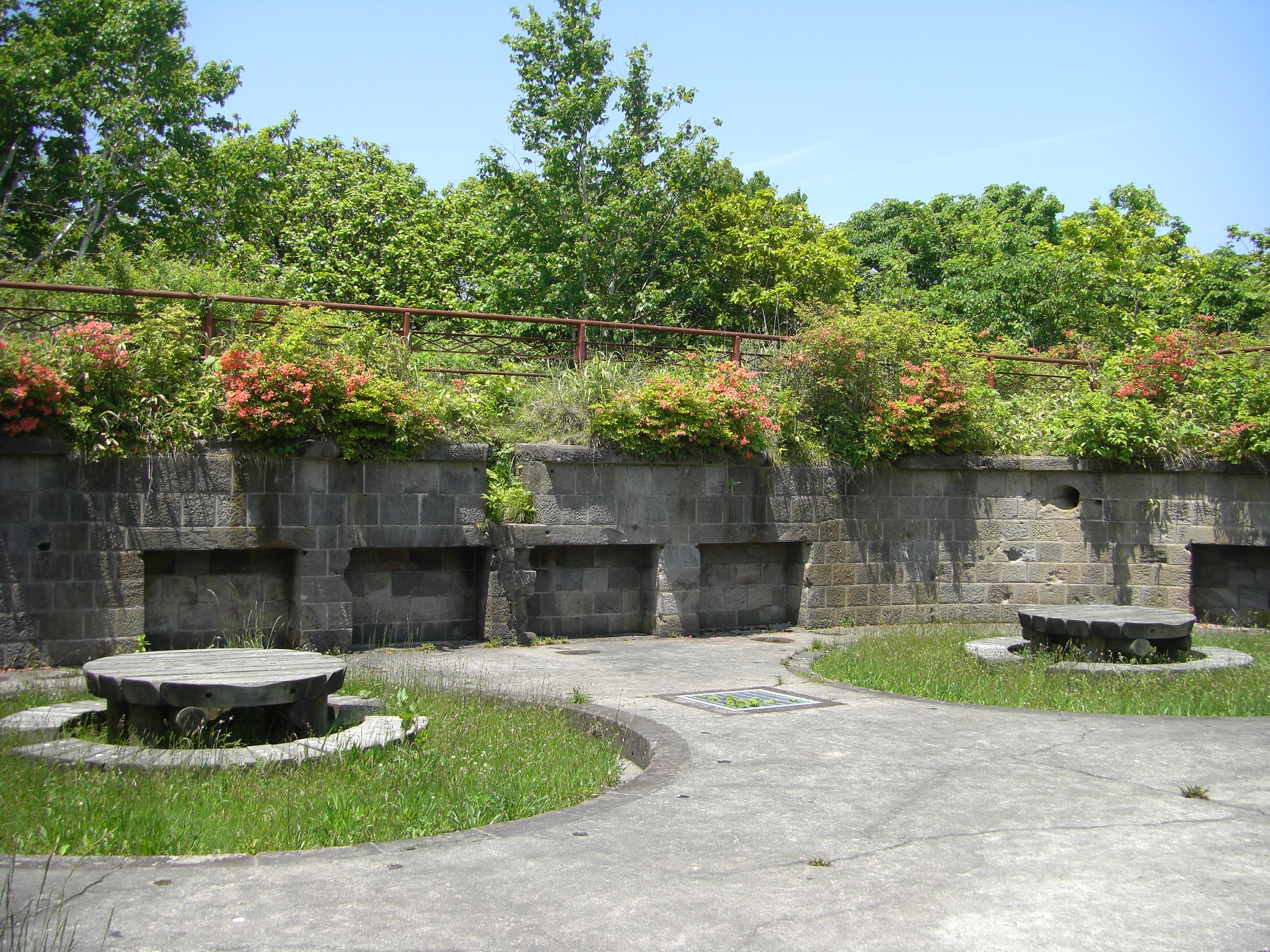
函館要塞（津軽要塞）御殿山第二砲台跡

函館要塞 - 函館山
日清戦争終結後、日露戦争の前にロシアに対抗するために構築された5か所の砲台・堡塁の跡で、薬師山堡塁、御殿山第1砲台・第2砲台、千畳敷砲台および戦闘指揮所、掩蔽壕が残っている。